# Fiandre zelandesi
Le Fiandre zelandesi (in olandese: Zeeuws-Vlaanderen o anche Zeeuwsch-Vlaanderen; in zelandese: Zeêuws-Vlaonderen; in fiammingo occidentale: Zêeuws-Vloandern) è una regione non amministrativa del sud-ovest dei Paesi Bassi, situata nell'estremità meridionale della provincia della Zelanda, al confine con il Belgio.
Principali località della regione sono Terneuzen, Breskens, Cadzand (con la località balneare di Cadzand-Bad), Hulst e Sluis.

## Geografia

### Collocazione
La parte meridionale della regione confina con la provincia belga delle Fiandre, mentre la parte settentrionale si affaccia sulla Schelda occidentale (Westerschelde), che la separa dalle altre regioni della Zelanda.

### Comuni
- Hulst
- Sluis
- Terneuzen

### Località
Aardenburg - Absdale - Axel - Axelsche Sassing - Biervliet - Biezen - Boerenhol - Breskens - Cadzand (con Cadzand-Bad) - Clinge - Draaibrug - Drie Hoefijzers - Driewegen - Eede - Emmadorp - Graauw - Griete - Groede - Heikant - Heille - Hengstdijk - Hoek - Hoofdplaat - Hulst - IJzendijke - 't Jagertje - Kapellebrug - Kijkuit - Koewacht - Kloosterzande - Kijkuit - Kreverhille - Kruisdijk - Kruispolderhaven - Kuitaart - Lamswaarde - Luntershoek - Nieuw-Namen - Nieuwvliet - Nummer Eén - Magrette - Mauritsfort - Oostburg - Ossenisse - Othene - Paal - Prosperdorp - Pyramide - Perkpolder - Philippine - Retranchement - Reuzenhoek - Sas van Gent - Sasput - Schapenbout - Schoondijke- Schuddebeurs - Sint Anna ter Muiden - Sint Jansteen - Sint Kruis - Slijkplaat - Sluis  - Sluiskil - Spui - Terhole - Turkeye - Terneuzen - Val - Vogelwaarde - Walsoorden - Waterlandkerkje - Westdorpe - Zaamslag - Zaamslagveer - Zandberg - Zandstraat - Zuiddorpe - Zuidzande

## Storia

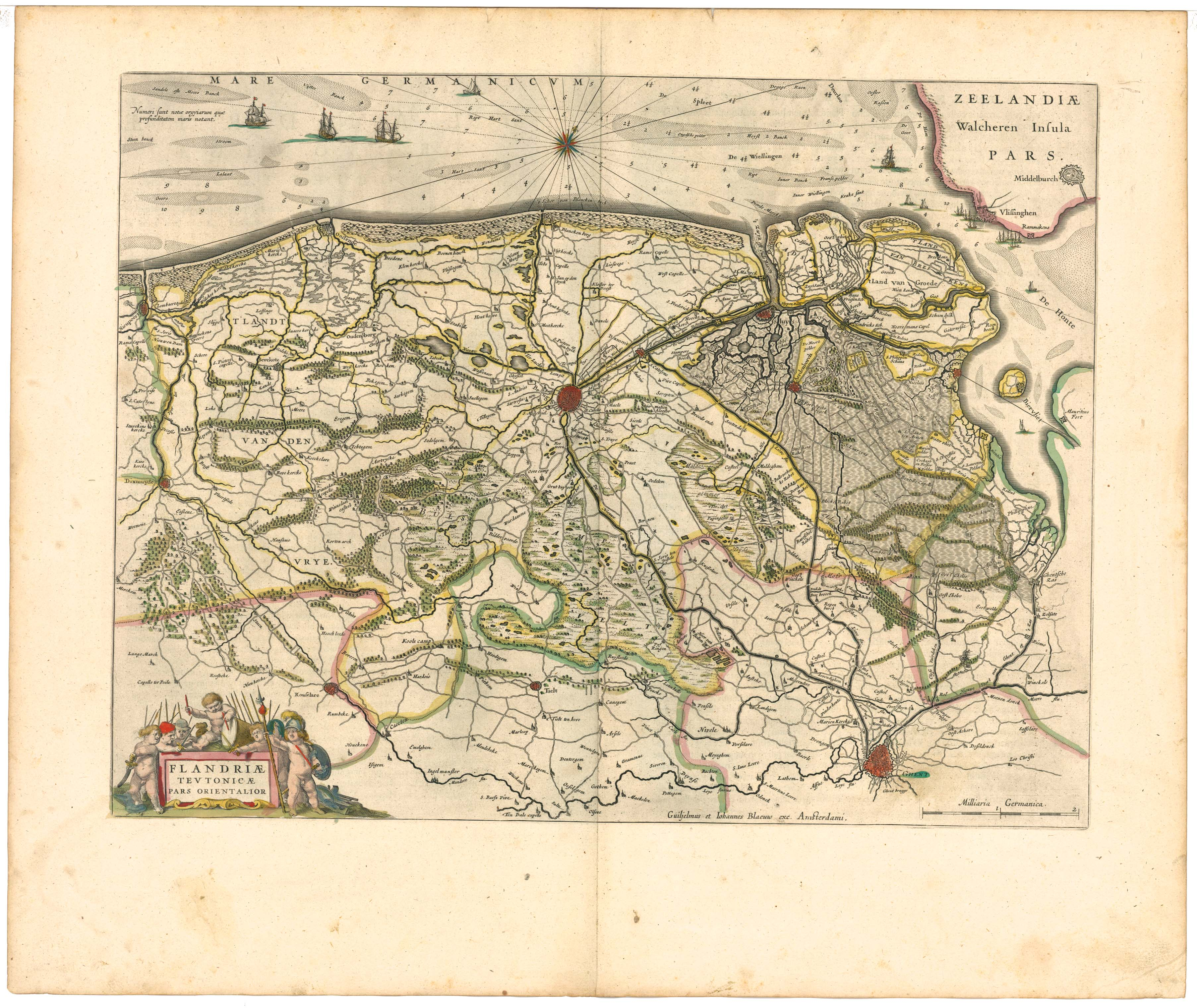
Le Fiandre Zelandesi in una mappa del 1645

Le Fiandre Zelandesi sono note storicamente sin dall'anno 58 a.C., quando furono conquistate dai Romani sotto la guida di Giulio Cesare.
Nel corso del V secolo d.C., i Romani furono scacciati dai Franchi, che conquistarono la regione. Sotto i Franchi, la regione fu suddivisa in gaue, che erano guidati da conti: la parte occidentale era guidata da Pagus Rodanensis.
Tra l'843 e il 1482, le Fiandre Zelandesi appartennero dapprima al Regno dei Franchi Occidentali e poi al Regno di Francia.
Nel 1482 le Fiandre Zelandesi, che precedentemente facevano parte del ducato di Borgogna, finirono sotto il dominio di Asburgo, in quanto ereditate da Filippo il Bello di Asburgo, figlio di Maria di Borgogna.
In seguito, con la conquista dei Paesi Bassi da parte degli spagnoli (1555 - 1604), anche le Fiandre Zelandesi caddero sotto l'egemonia di questi ultimi, per poi tornare sotto gli olandesi al termine della guerra degli ottant'anni.
Tra il 1604 e il 1795, le Fiandre Zelandesi divennero parte delle Sette Province Unite dei Paesi Bassi con il nome di Staats-Vlaanderen.
In seguito, con la conquista dei Paesi Bassi da parte dei francesi nel 1795, anche le Fiandre Zelandesi furono assoggettate a questi ultimi, segnatamente fino al 1814 quando gli olandesi sconfissero Napoleone Bonaparte.
Il 20 luglio 1814, il re olandese decise che le Fiandre olandesi, chiamate ancora Staats-Vlaanderen, diventassero parte della provincia della Zelanda.
Nel corso della seconda guerra mondiale, il 75% delle abitazioni della regione fu distrutto dai bombardamenti. Il 2 novembre 1944 cadde l'ultimo avamposto tedesco nelle Fiandre Zelandesi, dopo una battaglia durata 26 giorni.

## Feste ed eventi
- Nelle Fiandre zelandesi si svolge ogni anno in un sabato di fine agosto la Lange Strangetocht, un giro podistico di 20 km lungo le spiagge della regione[2]